# موسیونگ گوجوسان
پادشاه موسیونگ هفدهمین پادشاه گوجوسان بود. او از ۷۴۸ قبل از میلاد تا ۷۲۲ قبل از میلاد سلطنت کرد. نام واقعی او پی بانگ (هانگول: 평، هانجا: 平) بود. بعد از او جیونگ گی یئونگ به سلطنت رسید.  